# Golobice
Golobice (znanstveno ime Russula) so rod gliv iz družine golobičark (Russulaceae). Na svetu poznamo 1412 različnih vrst, ki so po večini užitne ali pogojno užitne. 

## Značilnosti
Golobice so najbližnje sorodnice mlečnic, od katerih se ločijo predvsem po tem, da na mestu preloma ne izcejajo mlečka, temveč ostanejo suhe. Značilno za te gobe je, da njihovi beti nimajo nobene ovojnice, bolj ali manj gladki klobučki pa se večinoma dajo olupiti vsaj po obrobju. Stari primerki imajo udrto osredje klobuka, pogosto pa imajo lističe na poškodovanih mestih rjave.  
Beti so goli, brez obročkov ali ostankov ovojnice, redko daljši od širine klobukov in se na upogib gladko prelomijo. Podobno kot pri mlečnicah, lahko tudi pri golobicah ugotavljamo užitnost s pokušanjem na vrhu jezika. Vse pekoče vrste so neprimerne za uživanje ali pa so celo strupene. Vse golobice imajo bele, okraste ali rumenkaste trose. Nekatere nepekoče golobice z okrastimi lističi so surove strupene, kuhane ali pečene pa užitne kot ostale nepekoče vrste. Pri nabiranju golobic moramo biti izjemno previdni, saj lahko zeleno obarvane golobice po pomoti zamenjamo za izjemno strupeno zeleno mušnico.

## Seznam golobic najdenih v Sloveniji[2]
- ostrolistna golobica (Russula acrifolia)
- osmojena golobica (Russula adusta)
- zelena golobica (Russula aeruginea)
- črnjava golobica (Russula albonigra)
- jelšina golobica (Russula alnetorum)
- ustrojena golobica (Russula alutacea)
- grenka golobica (Russula amarissima)
- vijoličnordeca golobica (Russula amethystina)
- vabljiva golobica (Russula amoena)
- cistidolistna golobica (Russula amoenicolor)
- vonjava golobica (Russula amoenolens)
- sivozelenkasta golobica (Russula anatina)
- črnorjava golobica (Russula anthracina)
- močvirska golobica (Russula aquosa)
- škrlatna golobica (Russula atropurpurea)
- kokosova golobica (Russula atrorubens)
- oranžna golobica (Russula aurantiaca)
- oranžasta golobica (Russula aurantiolutea)
- zlatolistna golobica (Russula aurea)
- rožasta golobica (Russula aurora)
- sinja golobica (Russula azurea)
- cedrovna golobica (Russula badia)
- brezovinska golobica (Russula betularum)
- rjavovijoličasta golobica (Russula brunneoviolacea)
- grbičasta golobica (Russula caerulea)
- klena golobica (Russula camarophylla)
- gabrova golobica (Russula carpini)
- votlobetna golobica (Russula cavipes)
- borova golobica (Russula cessans)
- ozkolistna golobica (Russula chloroides)
- rumena golobica (Russula claroflava)
- skandinavska golobica (Russula consobrina)
- lešnikasta golobica (Russula cremeoavellanea)
- bakrenasta golobica (Russula cuprea)
- kratkobetna golobica (Russula curtipes)
- modrikasta golobica (Russula cyanoxantha)
- goljufiva golobica (Russula decipiens)
- siveča golobica (Russula decolorans)
- modrolistna golobica (Russula delica)
- gostolistna golobica (Russula densifolia)
- lepa golobica (Russula elegans)
- bljuvna golobica (Russula emetica)
- krvena golobica (Russula emeticicolor)
- razbarvana golobica (Russula exalbicans)
- bukova golobica (Russula faginea)
- prožna golobica (Russula farinipes)
- žolta golobica (Russula fellea)
- trdikasta golobica (Russula firmula)
- žoltotrosna golobica (Russula flavispora)
- smrdljiva golobica (Russula foetens)
- žleboroba golobica (Russula fontqueri)
- krhka golobica (Russula fragilis)
- dišeča golobica (Russula fragrans)
- čadasta golobica (Russula fuliginosa)
- rjavočrna golobica (Russula fusconigra)
- temnoškrlatasta golobica (Russula fuscorubroides)
- sloka golobica (Russula gracillima)
- mandljasta golobica (Russula grata)
- hrastova golobica (Russula graveolens)
- sivkasta golobica (Russula grisea)
- barjanska golobica (Russula helodes)
- rjavozelena golobica (Russula heterophylla)
- sivkastobetna golobica (Russula hydrophila)
- črničevna golobica (Russula ilicis)
- blatna golobica (Russula illota)
- mila golobica (Russula insignis)
- usnjasta golobica (Russula integra)
- čudovita golobica (Russula intermedia)
- siva golobica (Russula ionochlora)
- spolzka golobica (Russula laeta)
- Langejeva golobica (Russula langei)
- macesnova golobica (Russula laricina)
- čvrsta golobica (Russula lepidicolor)
- zasluzena golobica (Russula lilacea)
- žoltobetna golobica (Russula livescens)
- dolgobetna golobica (Russula longipes)
- rumeneča golobica (Russula luteotacta)
- pegasta golobica (Russula maculata)
- Mattirolova golobica (Russula mattiroloana)
- sivozelena golobica (Russula medullata)
- medova golobica (Russula melliolens)
- Melzerjeva golobica (Russula melzeri)
- drobcena golobica (Russula minutula)
- lešnikova golobica (Russula mustelina)
- alpska golobica (Russula nana)
- gorska golobica (Russula nauseosa)
- črneča golobica (Russula nigricans)
- bleščava golobica (Russula nitida)
- baržunasta golobica (Russula nobilis)
- okrastobela golobica (Russula ochracea)
- okrasta golobica (Russula ochroleuca)
- vonljiva golobica (Russula odorata)
- olivna golobica (Russula olivacea)
- olivnolilasta golobica (Russula olivaceoviolascens)
- oljčnobarvna golobica (Russula olivicolor)
- rumenolistna golobica (Russula pallidospora)
- jagodna golobica (Russula paludosa)
- sivomodra golobica (Russula parazurea)
- grebenasta golobica (Russula pectinata)
- rjavobetna golobica (Russula pectinatoides)
- gorečnična golobica (Russula pelargonia)
- breskvobarvna golobica (Russula persicina)
- šarasta golobica (Russula postiana)
- svetlozelena golobica (Russula pseudoaeruginea)
- grenkobna golobica (Russula pseudointegra)
- olivnozelenkasta golobica (Russula pseudo-olivascens)
- dekliška golobica (Russula pseudopuellaris)
- škrlatnorožnata golobica (Russula pseudoromellii)
- voščenolistna golobica (Russula puellaris)
- Queletova golobica (Russula queletii)
- Raoultova golobica (Russula raoultii)
- rdečebetna golobica (Russula rhodopus)
- marelična golobica (Russula risigallina)
- malinova golobica (Russula romellii)
- trda golobica (Russula rosea)
- roznobetna golobica (Russula roseipes)
- rdeca golobica (Russula rubra)
- belobetna golobica (Russula rubroalba)
- češnjeva golobica (Russula sanguinaria)
- češnjasta golobica (Russula sanguinea)
- drobljiva golobica (Russula sardonia)
- istrska golobica (Russula seperina)
- gabrinska golobica (Russula sericatula)
- mahovna golobica (Russula silvestris)
- sončna golobica (Russula solaris)
- sestrska golobica (Russula sororia)
- mahova golobica (Russula sphagnophila)
- smrdikasta golobica (Russula subfoetens)
- rožnodniščna golobica (Russula tinctipes)
- tršata golobica (Russula torulosa)
- višnjeva golobica (Russula turci)
- opečnata golobica (Russula velenovskyi)
- pisana golobica (Russula versicolor)
- užitna golobica (Russula vesca)
- krhljiva golobica (Russula veternosa)
- murkina golobica (Russula vinosa)
- vinskorjava golobica (Russula vinosobrunnea)
- vijoličasta golobica (Russula violacea)
- vijoličnobetna golobica (Russula violeipes)
- zelenkasta golobica (Russula virescens)
- lepljiva golobica (Russula viscida)
- slanikova golobica (Russula xerampelina)
- Zvarova golobica (Russula zvarae)